# Хэйвадай (станция, Токио)
Станция Хэйвадай (яп. 平和台駅 хэйвадай эки) — железнодорожная станция на линиях Фукутосин и Юракутё расположенная в специальном районе Нэрима, Токио. Станция обозначена номером F-04 на линии Фукутосин и Y-04 на линии Юракутё. Была открыта 24 июня 1983 года. На станции установлены автоматические платформенные ворота.

## Планировка станции
Одна платформа островного типа и 2 пути.
| 1 | Линия Юракутё                 | Котакэ-Мукаихара・Икэбукуро・Юракутё・Син-Киба       |
| 1 | Линия Фукутосин               | Котакэ-Мукаихара・Икэбукуро・Синдзюку-Сантёмэ・Сибуя |
| 2 | Линия Юракутё Линия Фукутосин | Вакоси・Синрин-Коэн                                  |

## Близлежащие станции
| «                           |                  | Линия            |               | »             |
| Линия Юракутё               | Линия Юракутё    | Линия Юракутё    | Линия Юракутё | Линия Юракутё |
| --------------------------- | ---------------- | ---------------- | ------------- | ------------- |
| Тикатэцу-Акацука            | Тикатэцу-Акацука | Local            | Хикавадай     | Хикавадай     |
| Линия Фукутосин             |                  |                  |               |               |
| Тикатэцу-Акацука            | Тикатэцу-Акацука | Local            | Хикавадай     | Хикавадай     |
| Тикатэцу-Акацука            | Тикатэцу-Акацука | Commuter Express | Хикавадай     | Хикавадай     |
| Express: не останавливается |                  |                  |               |               |